# Кортексин
Ко́ртексин — российское лекарственное средство, получаемое из коры головного мозга коров и свиней, заявленное производителем как полипептидный биорегулятор с биологической активностью. Препарат был разработан сотрудниками Военно-медицинской академии имени С.М. Кирова в Санкт-Петербурге. Применяется только в России и некоторых других странах СНГ.
Кортексин не имеет научных доказательств эффективности в заявленном производителем спектре заболеваний.
По состоянию на 2018 год препарат не упоминается в международной анатомо-терапевтическо-химической классификации (АТХ). По данным на 2016 год, систематических обзоров и метаанализов по препарату не публиковалось. Многие клинические исследования препарата кортексин проведены с низким уровнем доказательности (двойных слепых плацебо-контролируемых испытаний препарата не проводилось). По стандартам и законодательствам США и Европейского союза он не может быть использован в медицинской практике.

## Фармакологические свойства

### Фармакодинамика
По заявлению производителя, кортексин обладает тканеспецифическим действием на кору головного мозга, способствует восстановлению нейронов коры, улучшает процессы нервного управления и адаптации организма к резко переменным условиям среды обитания. Он активизирует кору головного мозга, обладает антитоксическим и антиоксидантным действием по отношению к нейротропным веществам и аминам воспалений. Препарат оказывает ноотропное и противосудорожное действие, улучшает процессы запоминания и извлечения из памяти, стимулирует процессы восстановления ДНК в головном мозге и ускоряет восстановление функций мозга после стрессорных воздействий и ишемии.
В качестве одного из активных действующих метаболитов кортексина в 2013 году рассматривали тетрапептид кортаген (Аlа-Glu-Asp-Pro), который предположительно обладает нейропротекторной активностью.

### Фармакокинетика
Производитель не изучал фармакокинетику отдельных веществ, составляющих Кортексин, ссылаясь на то, что это не представляется возможным.

## Эффективность и безопасность
Научные доказательства эффективности кортексина отсутствуют. Как отмечается в публикации 2016 года, отсутствуют метааналитические исследования и систематические обзоры, в которых обобщались бы данные о действии кортексина. В той же публикации отмечалось, что выраженные различия дизайна клинических испытаний, различия их качества и крайняя неоднородность опубликованных результатов испытаний не позволяют провести метаанализ и систематизировать имеющиеся данные, чтобы сделать вывод по поводу эффективности препарата.
Согласно инструкции, побочные эффекты у кортексина отсутствуют.

## Показания
Согласно заявлениям производителя, препарат показан при следующих заболеваниях:
- нарушения мозгового кровообращения;
- энцефалопатии различного генеза;
- острые и хронические энцефалиты, миелиты и энцефаломиелиты;
- интеллектуально-мнестические расстройства;
- эпилепсия;
- черепно-мозговая травма;
- вирусные и бактериальные нейроинфекции;
- астения разного происхождения;
- в детской неврологии:
  - при детском церебральном параличе;
  - задержке психомоторного и речевого развития;
  - врождённой гидроцефалии;
  - критические состояния новорожденных с перинатальными повреждениями нервной системы;
  - когнитивные нарушения другого генеза[8].

## Противопоказания
Согласно инструкции, противопоказанием является только индивидуальная непереносимость препарата.
По инструкции, из-за отсутствия данных клинических исследований, препарат противопоказан при беременности, а в случае назначения препарата в период лактации следует прекратить грудное вскармливание.

## Примечание
1. 1 2  Гомазков О. А. Кортексин: молекулярные механизмы и мишени нейропротективной активности : [арх. 17 мая 2017] // Журнал неврологии и психиатрии им. C. C. Корсакова. — 2015. — Т. 8. — С. 99−104. — doi:10.17116/jnevro20151158199-104.
2. ↑  Кортексин: возможности нейропротекции в практике семейного врача : [арх. 20 декабря 2018] // Фарматека. — 2008. — № 8. — С. 10—12.
3. ↑  Скоромец, А. А. И. П. Павлов, Мозг и … кортексин : [арх. 20 декабря 2018] // Вестник Российской военно-медицинской академии. — 2004. — № 2. — С. 29—30.
4. 1 2 3  Плавинский и Шабалкин, 2016.
5. ↑  WHO Collaborating Centre for Drug Statistics Methodology — Atc/Ddd Index. Дата обращения: 21 января 2016. Архивировано 4 марта 2016 года.
6. ↑  Шабанов П. Д., Вислобоков А. И. Нейронопротекторное действие кортексина и кортагена // Обзоры по клинической фармакологии и лекарственной терапии. – 2013. – Т. 11. – №. 2. https://cyberleninka.ru/article/n/neyronoprotektornoe-deystvie-korteksina-i-kortagena Архивная копия от 11 августа 2021 на Wayback Machine
7. 1 2 3 4  Кортексин. Энциклопедия лекарств. Регистр лекарственных средств России. Дата обращения: 8 февраля 2010. Архивировано 9 июня 2012 года..
8. ↑  Применение кортексина в детской неврологии: опыт и перспективы. Журнал «Нейро News: психоневрология и нейропсихиатрия», № 5/2 (октябрь 2010). Дата обращения: 6 марта 2016. Архивировано 7 марта 2016 года.